# William Lassell
William Lassell (Bolton, 18 de junho de 1799 — Maidenhead, 5 de outubro de 1880) foi um comerciante e astrônomo inglês. Ele é lembrado por suas melhorias no telescópio refletor e suas descobertas subsequentes de quatro satélites planetários.

## Vida
William Lassell nasceu em Bolton, Lancashire. Ele foi educado primeiro em Bolton e depois na Rochdale Academy. Após a morte de seu pai, ele foi aprendiz de 1814 a 1821 em um comerciante em Liverpool. Ele então fez fortuna como cervejeiro, o que lhe permitiu satisfazer seu interesse pela astronomia. Ele construiu um observatório em sua casa "Starfield" em West Derby, um subúrbio de Liverpool. Lá ele tinha um telescópio refletor de metal com abertura de 24 polegadas (610 mm) (também conhecido como o telescópio de "dois pés"), para o qual ele foi o pioneiro no uso para fácil rastreamento de objetos enquanto a Terra gira. Ele mesmo poliu e poliu o espelho, usando equipamentos que ele mesmo construiu. O observatório foi posteriormente (1854) movido para fora de Liverpool, para Bradstone.
Em 1846, Lassell descobriu Tritão, a maior lua de Netuno, apenas 17 dias após a descoberta do próprio Netuno pelo astrônomo alemão Johann Gottfried Galle, usando seu instrumento construído por ele mesmo. Em 1848, ele co-descobriu de forma independente Hyperion, uma lua de Saturno. Em 1851 ele descobriu Ariel e Umbriel, duas luas de Urano.
Em 1855, ele construiu um telescópio de 48 polegadas (1 200 mm), que instalou em Malta por causa das condições de observação que eram melhores do que na frequentemente nublada Inglaterra. Em seu retorno ao Reino Unido, após vários anos em Malta, ele se mudou para Maidenhead e operou seu telescópio de 24 polegadas (610 mm) em um observatório lá. O telescópio de 48 polegadas foi desmontado e acabou sendo descartado. O telescópio de 24 polegadas foi posteriormente movido para o Observatório Real de Greenwich na década de 1880, mas acabou sendo desmontado.
Lassell foi um Fellow da Royal Astronomical Society (FRAS) de 1839, ganhou a Medalha de Ouro da Royal Astronomical Society em 1849 e serviu como seu presidente por dois anos a partir de 1870.  Ele foi eleito Fellow of the Royal Society (FRS) em 1849 e ganhou sua Medalha Real em 1858. Lassel também foi membro da Royal Society of Literature (FRSL). Ele foi, além disso, eleito um membro honorário da Royal Society of Edinburgh (HonFRSE) e da Society of Sciences of Upsala, e recebeu um LL.D. diploma da Universidade de Cambridge em 1874.
Lassell morreu em Maidenhead em 1880 e está enterrado na Igreja de São Lucas. Após sua morte, ele deixou uma fortuna de £ 80 000 (aproximadamente o equivalente a £ 8 000 000 em 2019). Seu telescópio foi apresentado ao Observatório Real de Greenwich.

A cratera Lassell na Lua , uma cratera em Marte, o asteróide 2636 Lassell e um anel de Netuno são nomeados em sua homenagem.